# Моріока Рюдзо
Моріока Рюдзо (яп. 森岡 隆三, нар. 7 жовтня 1975, Канаґава) — японський футболіст.

## Виступи за збірну
1999 року дебютував в офіційних матчах у складі національної збірної Японії. Відтоді провів у формі головної команди країни 38 матчів.

## Статистика виступів
| Збірна Японії | Збірна Японії | Збірна Японії |
| Роки          | Ігри          | голи          |
| ------------- | ------------- | ------------- |
| 1999          | 7             | 0             |
| 2000          | 14            | 0             |
| 2001          | 11            | 0             |
| 2002          | 2             | 0             |
| 2003          | 4             | 0             |
| Усього        | 38            | 0             |

## Титули і досягнення
- У складі збірної:
  - Чемпіон Азії: 2000
- Клубні:
  - Володар Кубка Імператора Японії: 2001
  - Володар Кубка Джей-ліги: 1996
  - Володар Суперкубка Японії: 2001, 2002
- Особисті:
  - у символічній збірній Джей-ліги: 1999